# Доротеја Видинска
Доротеја Видинска, позната и као Доротеја Бугарска (умрла око 1390. године), била је ћерка видинског цара Јована Страцимира и супруга Стефана Твртка I Котроманића и прва краљица Срба и Босне.

## Детињстви и младост
Доротеја је била кћер цара Видинске Бугарске Јована Страцимира и Ане, кћери влашког војводе Николе Александра Бесараба. Пошто је Лајош I, краљ Мађарске, окупирао Видинску Бугарску између 1365. и 1369, Доротеја је заједно са породицом одведена на његов двор. После 1370, кад је Видинска Бугарска ослобођена, она заједно са својом сестром остаје на Лајошевом двору, као дворска дама мађарске краљице. Пошто њена сестра умире, Лајош је даје за жену своме рођаку, босанском бану Стефану Твртку I Котроманићу.

## Удаја
Доротеја се за Твртка удала у месту Свети Илија (данас Илинци код Шида), 8. децембра 1374. године, и тако постала баница Босне. Године 1377. Твртко је узео титулу краља Срба, Босне, Поморја и Западних страна, те је она постала краљица.

## Смрт
Доротеја је умрла 1390. године без порода. После њене смрти, Твртко је намислио да се ожени женом из династије Хабзбурга, али је и он умро убрзо (1391. године).

## Породично стабло
|  |                      |  |  |  |  |  |  |  |  |  |  |  |  |  |  |  |
|  | 2. Јован Страцимир   |  |  |  |  |  |  |  |  |  |  |  |  |  |  |  |
|  |                      |  |  |  |  |  |  |  |  |  |  |  |  |  |  |  |
|  |                      |  |  |  |  |  |  |  |  |  |  |  |  |  |  |  |
|  | 1. Доротеја Видинска |  |  |  |  |  |  |  |  |  |  |  |  |  |  |  |
|  |                      |  |  |  |  |  |  |  |  |  |  |  |  |  |  |  |
|  |                      |  |  |  |  |  |  |  |  |  |  |  |  |  |  |  |
|  | 3. Ана Влашка        |  |  |  |  |  |  |  |  |  |  |  |  |  |  |  |
|  |                      |  |  |  |  |  |  |  |  |  |  |  |  |  |  |  |
|  |                      |  |  |  |  |  |  |  |  |  |  |  |  |  |  |  |